# Municipio de Bond
El municipio de Bond (en inglés: Bond Township) es un municipio ubicado en el condado de Lawrence en el estado estadounidense de Illinois. En el año 2010 tenía una población de 685 habitantes y una densidad poblacional de 7,48 personas por km².

## Geografía
El municipio de Bond se encuentra ubicado en las coordenadas 38°48′50″N 87°41′45″O / 38.81389, -87.69583. Según la Oficina del Censo de los Estados Unidos, el municipio tiene una superficie total de 91.59 km², de la cual 91,59 km² corresponden a tierra firme y (0 %) 0 km² es agua.

## Demografía
Según el censo de 2010, había 685 personas residiendo en el municipio de Bond. La densidad de población era de 7,48 hab./km². De los 685 habitantes, el municipio de Bond estaba compuesto por el 96,5 % blancos, el 1,9 % eran afroamericanos, el 0,29 % eran amerindios, el 0,15 % eran asiáticos, el 0,15 % eran de otras razas y el 1,02 % eran de una mezcla de razas. Del total de la población el 0,58 % eran hispanos o latinos de cualquier raza.